# 大奧斯特羅夫諾耶湖
52°43′32″N 81°42′17″E / 52.72556°N 81.70472°E
大奧斯特羅夫諾耶湖（俄语：Большое Островное），是俄羅斯的湖泊，位於該國南部，由阿爾泰邊疆區負責管轄，面積28.6平方公里，海拔高度205米，集水區面積892平方公里，平均水深1.8米，最大水深5.6米。